# Cima Pian Ballaur
La cima Pian Ballaur est un sommet des Alpes ligures qui s'élève à 2 603 ou 2 604 m d'altitude, dans le Sud du Piémont, en territoire italien.

## Géographie
La montagne est située dans le complexe karstique de la pointe Marguareis, près de la ligne de partage entre le val Ellero et le val Tanaro. Elle constitue une arête secondaire entre le vallon de Piaggiabella et le vallon delle Saline.
La crête a une forme longue et assez plate, puis descend fortement dans la direction du sud-sud-ouest. Les pentes sont globalement raides, parfois marquées par des parois rocheuses presque verticales.
La structure géologique n'est pas homogène : la partie supérieure est constituée de marbre et de calcaire du Jurassique. À l'est, se trouvent des calcaires dolomitiques grisâtres du Trias, tandis que sur le versant ouest se trouvent des marnes calcaires du Crétacé.

## Chemins d'accès
L'accès se fait comme une randonnée pédestre évaluée « E » (Escursionistico) sans aucune difficulté. La montée est souvent associée à celle de la cima delle Saline voisine. Pour aller directement vers le sommet, il faut arriver par l'ouest et le colle del Pas, ou depuis l'est en remontant la vallée de Saline directement du refuge Havis De Giorgio - Mondovì (it). Le colle del Pas peut être atteint du même refuge au-dessus de Carnino, par le passo delle Maestrelle.